# تايرون أووسو
تايرون أووسو هو لاعب كرة قدم سويسري، ولد في 8 يونيو 2003 في لوسرن في سويسرا.